# Scutiger nepalensis
Scutiger nepalensis är en groddjursart som beskrevs av Dubois 1974. Scutiger nepalensis ingår i släktet Scutiger och familjen Megophryidae. IUCN kategoriserar arten globalt som sårbar. Inga underarter finns listade i Catalogue of Life.